# Comté de Madison (Texas)
Pour les articles homonymes, voir Comté de Madison.
Le comté de Madison, en anglais : Madison County, est un comté situé à l'est de l'État du Texas aux États-Unis. Fondé le 27 janvier 1853, son siège de comté est la ville de Madisonville. Selon le recensement des États-Unis de 2020, sa population est de 13 455 habitants. Le comté a une superficie de 1 223,5 km2, dont 1 207,1 km2 est de terre. Il est nommé en l'honneur de James Madison, quatrième président des États-Unis.

## Organisation du comté
Le comté de Madison est créé le 27 janvier 1852, à partir des terres des comtés de Grimes, Leon et Walker. Il est définitivement organisé et autonome le 7 août 1854.
Le comté est baptisé en l'honneur de James Madison, 4e président des États-Unis, de 1809 à 1817,.

## Géographie
Le comté de Madison est situé dans les prairies de Blackland, à l'est de l'État du Texas, aux États-Unis,. Il est bordé au nord-est et à l'est par le fleuve Trinity et à l'ouest par la rivière Navasota.
Il a une superficie totale de 1 223,5 km2, composée de 1 207,1 km2 de terres et de 16,4 km2 de zones aquatiques.

## Comtés adjacents
|                 | Comté de Leon    | Comté de Houston |
|                 | comté de Madison |                  |
| Comté de Brazos | Comté de Grimes  | Comté de Walker  |

## Démographie
Lors du recensement de 2010, le comté comptait une population de 13 664 habitants. En 2017, la population est estimée à 14 222 habitants,.

Pyramide des âges du comté de Madison (2000).